# Roi (Bilal Hassani-dal)
A Roi (magyarul: Király) Bilal Hassani francia énekes dala, amellyel Franciaországot képviselte a 2019-es Eurovíziós Dalfesztiválon, Tel-Avivban. A dal a francia közszolgálati televízió, a France 2 Destination Eurovision című nemzeti döntőjén nyerte el az indulás jogát, ahol a nemzetközi zsűri és a nézői szavazatok együttese alakította ki a végeredményt. A szerzők az előadó mellett Medeline és a Madame Monsieur, a 2018-as dalfesztivál francia indulói.

## Eurovíziós Dalfesztivál

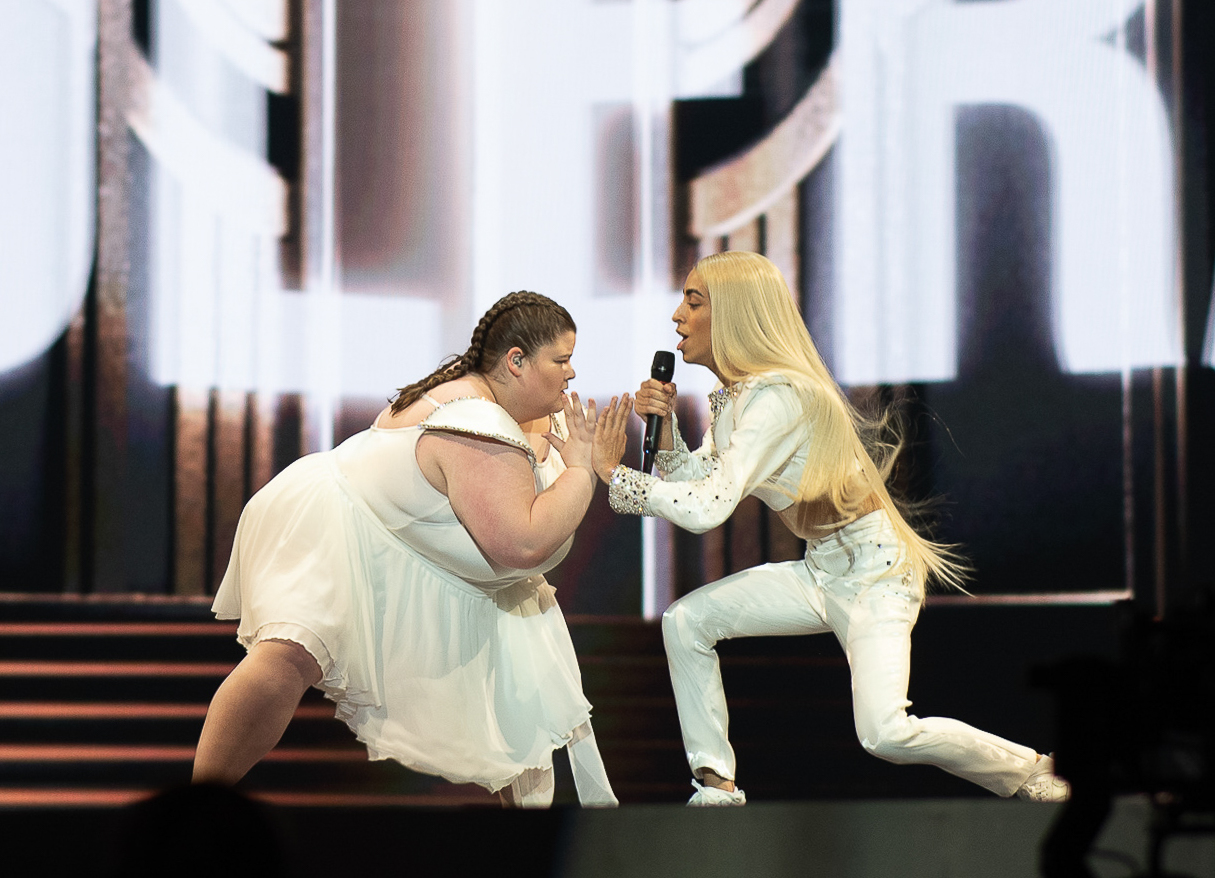
Bilal Hassani és háttértáncosa, Lizzy Howell az Eurovíziós Dalfesztivál döntőjének főpróbáján

2018. december 6-án jelentették be, hogy Bilal Hassani is bekerült a francia eurovíziós válogató, a Destination Eurovision 2019 tizennyolc fős mezőnyébe a Roi című dallal. A műsor 2019. január 12-én tartott első elődöntőjéből az első helyen jutott tovább a január 26-án rendezett döntőbe, ahol bár a nemzetközi szakmai zsűri csak az ötödik helyre sorolta a dalt, de a nézői szavazatok elsöprő többségével sikerült győzedelmeskedni. A dal szavazás során összesen 200 pontot gyűjtött, ötvenet a nemzetközi zsűritől és másfélszer ennyit a közönségtől.
Mivel Franciaország tagja az automatikusan döntős „Öt Nagy“ országnak az Eurovíziós Dalfesztiválon a dal csak a május 18-i döntőben versenyzett, de az első elődöntő május 13-án rendezett zsűris főpróbáján is előadták. A döntőben a fellépési sorrendben huszonegyedikként csendült fel, az azeri Chingiz Truth című dala után és a olasz Mahmood Soldi című dala előtt. A szavazás során összesen 105 pontot szerzett, ami a tizenhatodik helyet jelentette a huszonhat fős mezőnyben.

## Videóklip
A dal videóklipjét február 15-én mutatták be az előadó YouTube-csatornáján.

## Slágerlistás helyezések
| Slágerlista (2019)             | Legjobb helyezés |
| ------------------------------ | ---------------- |
| Belgium (Ultratip Wallonia)    | 4.               |
| Franciaország (Single Top 100) | 23.              |

## Külső hivatkozások
- Dalszöveg (angol, francia nyelven). MetroLyrics. [2019. február 22-i dátummal az eredetiből archiválva]. (Hozzáférés: 2019. február 21.)
- Dalszöveges videó. YouTube-videó, Bilal Hassani, 2019. január 4.
- A dal előadása a Destination Eurovision döntőjében. YouTube-videó, Destination Eurovision, 2019. január 26.
- Videóklip. YouTube-videó, Bilal Hassani, 2019. február 15.
- A dal előadása az Eurovíziós Dalfesztivál első elődöntőjének főpróbáján. YouTube-videó, Eurovision Song Contest, 2019. május 14.
- A dal előadása az Eurovíziós Dalfesztivál döntőjében. YouTube-videó, Eurovision Song Contest, 2019. május 18.